# 短鳍舵鱼
短鳍舵鱼（学名：Kyphosus lembus）为舵鱼科舵鱼属的鱼类，俗名兰勃舵鱼。分布于印度洋非洲东岸、东至太平洋中部夏威夷群岛、北到中国，包括南海、台湾海峡、东海等海域，属于近海暖水性鱼类。其多生活于热带以及亚热带近岸水域。该物种的模式产地在Vanicolo。